# Simon Achleitner
Simon Achleitner (* vor 1450 wohl in Wien; † 1488 ebenda) war ein österreichischer Architekt und Steinmetz und ab 1477 Dombaumeister des Wiener Stephansdoms.

## Leben
Simon Achleitner arbeitete zunächst als Parlier unter Laurenz Spenning am Bau des Nordturms von St. Stephan, wo 1476 bei der Feier der Fertigstellung der Katharinenkapelle maister Larenzen und seinem parlier umb ain essen vorhen [Forellen?], wein und semeln 4 Schilling 28 Pfennige ausgegeben wurde. Verheiratet war Achleitner mit Spennings Tochter Anna, um bei dessen Tod 1477 seine Nachfolge als Wiener Dombaumeister anzutreten. Im Jahre 1488, zur Zeit der Besetzung Wiens durch Matthias Corvinus, verstarb Achleitner, sein Nachfolger als Wiener Dombaumeister wurde Jörg Kling.

## Tätigkeit
Unter Spenning hatte Achleitner am Bau des Untergeschoßes des Nordturms von St. Stephan mitgearbeitet, seine eigenständige Leistung wurde die Ausführung des nachfolgenden Doppelfenstergeschoßes, dessen Turmhalle erst nach seinem Tod 1491 gewölbt und fertiggestellt werden konnte. In einer Bauzeit von nur 25 Jahren war damit der Nordturm bis zur Höhe des Kirchendachs aufgeführt worden, was für einen zügig durchgeführten Baubetrieb spricht. Bei seiner Bauausführung hielt sich Achleitner eng an die Pläne Spennings.